# Clupeonella cultriventris
Clupeonella cultriventris, conosciuta come spratto del mar Nero è un pesce osseo d'acqua dolce e salmastra della famiglia Clupeidae.

## Distribuzione e habitat
Questa specie è diffusa nel mar Nero, soprattutto lungo le coste settentrionali ed occidentali, e nel mar d'Azov. Popola anche il tratto inferiore dei fiumi tributari di questi bacini come il Danubio, il Dnieper e il Dniester.

Sebbene sia fortemente eurialina non si trova mai in acqua marina ma solo in acque salmastre a salinità inferiore al 34‰ o dolci nel basso corso dei fiumi, nelle foci, nelle lagune e nei laghi costieri.

## Descrizione
Ha un aspetto simile ai comuni clupeidi mediterranei come la sardina, ma ha un profilo ventrale nettamente più pronunciato. La testa è corta e larga. Il ventre è coperto da una carena aguzza. Le appuntite pinne ventrali sono inserite molto indietro. La livrea è argentea con dorso verde-azzurro e pinne trasparenti.

La taglia è modesta, raggiunge al massimo 8 cm.

## Biologia
Si tratta di una specie pelagica che forma banchi fittissimi. Vive fino a 5 anni.

## Riproduzione
Si riproduce in primavera. I banchi d'acqua salmastra effettuano migrazioni verso l'acqua dolce per la fregola, le popolazioni del mar d'Azov effettuano una seconda migrazione riproduttiva in autunno, ma la deposizione delle uova avviene comunque in primavera. Gli individui dulcacquicoli invece sono stanziali. Le uova sono pelagiche e vengono deposte in acqua aperta. In estate gli esemplari giovanili migrano verso il mare.

## Alimentazione
Si ciba di zooplancton, soprattutto crostacei come copepodi e cladoceri.

## Pesca
Si tratta di una specie importante per la pesca commerciale dei paesi affacciati sul mar Nero.

## Conservazione
Le popolazioni sono abbondanti in tutto l'areale e non è una specie minacciata.